# Montesa Cota 307
La Montesa Cota 307 fou un model de motocicleta de trial de la gamma Cota de Montesa que es fabricà entre 1987 i 1988. Creada com a successora de la Cota 304, tenia una cilindrada de 237,5 cc, frens de disc a ambdues rodes i monoamortidor posterior. Presentada el novembre de 1987, fou la primera Cota equipada amb l'històric motor "123" que esdevingué realment competitiva al màxim nivell (el seu primer any, assolí el cinquè lloc final al mundial a mans de l'occità Philippe Berlatier). La Cota 307 desplaçà definitivament els models amb motor base "348" (el darrer dels quals fou la Cota 335) i ha estat considerada la primera d'una nova generació de Cota que arribà al seu zenit amb la Cota 310 de 1989.

## Característiques
Tret dels frens de disc i el monoamortidor posterior, la Cota 307 seguia oferint les mateixes característiques tècniques que les seves antecessores: conjunt dipòsit-selló d'una sola peça, motor de dos temps monocilíndric refrigerat per aire amb canvi de 6 velocitats, bastidor de doble bressol i amortidors anteriors de forquilla convencional. Pel que fa a l'estètica, se'n diferenciava a primer cop d'ull per la nova decoració, amb el dipòsit meitat blanc i meitat vermell (amb sengles franges blava i daurada separant ambdós colors), la forquilla i el xassís blancs (aquest darrer, però, conservava la part posterior vermella), les llandes daurades i el motor i tub d'escapament grisos. La transmissió secundària seguia sortint pel costat esquerre.
Fitxa tècnica
| Cota 307           | Cota 307            |
| ------------------ | ------------------- |
| Id. Model          | 39M                 |
| Núm. Sèrie         | 39M00001-           |
| Anys               | 1987 - 1988         |
| CC                 | 237,5               |
| Diàmetre x Carrera | 71 x 60 mm          |
| Compressió         | 12:1                |
| CV                 | 15,5 a 5.250 rpm    |
| Carburador         | Dell'Orto PHBH 26   |
| Canvi              | 6 velocitats        |
| Suspensió davant   | Forquilla Betor     |
| Suspensió darrera  | Monoamortidor Betor |
| Pneumàtic davant   | 2,75 x 21           |
| Pneumàtic darrera  | 4,00 x 18           |
| Frens davant       | Disc 185 mm         |
| Frens darrera      | Disc 175 mm         |
| Pes en sec         | 86 Kg               |
| Capacitat dipòsit  | 4,5 litres          |
| Pintura dipòsit    | Blanc i vermell     |